# Televizija u 2025.
◄◄ | ◄ | 2022. | 2023. | 2024. | 2025.  | 2026. | 2027. | 2028. | ► | ►►
Arhitektura • Astronautika • Astronomija • Biologija • Film • Fotografija • Glazba • Kazalište • Kemija • Kiparstvo • Knjige • Književnost • Kršćanstvo • Meteorologija • Medicina • Planinarstvo • Politika • Pravo • Promet • Slikarstvo • Strip • Šport • Televizija • Znanost • Zrakoplovstvo • Željeznički promet
Televizija u 2025.

## Svijet

### Osnivanja i gašenja
- 31. srpnja – Al Jazeera Balkans prestala s radom.

## Hrvatska i u Hrvata

### Događaji
| Nadnevak | Događaj                    |
| -------- | -------------------------- |
| svibanj  | Lokalni izbori u Hrvatskoj |

### Lokalna produkcija

#### Premijere tekućih emisija
| Nadnevak            | Emisija                  | Tekuća sezona | Kanal      | Izvori |
| ------------------- | ------------------------ | ------------- | ---------- | ------ |
| 27. siječnja        | Gospodin Savršeni        | 4.            | Voyo / RTL |        |
| 17. veljače         | Metropolitanci           | 2.            | HTV 1      | [ 1 ]  |
| 27. veljače         | Dora 2025.               | n/n           | HTV 1      | [ 2 ]  |
| 3. ožujka           | Survivor                 | 6.            | Nova TV    | [ 3 ]  |
| 7. ožujka           | Tko to tamo pjeva?       | 2.            | Nova TV    | [ 4 ]  |
| 9. ožujka           | Tvoje lice zvuči poznato | 9.            | Nova TV    | [ 5 ]  |
| 17. ožujka          | Dođi, pogodi, osvoji     | 4.            | RTL        | [ 6 ]  |
| 24. ožujka          | Brak na prvu             | 5.            | RTL        | [ 7 ]  |
| 31. ožujka          | Oblak u službi zakona    | 3.            | HTV 1      | [ 8 ]  |
| 26. travnja         | Sram                     | 2.            | HTV 1      | [ 9 ]  |
| 22. studenoga       | The Voice Kids Hrvatska  | 2.            | HTV 1      | [ 10 ] |
| Još nije najavljeno | Ljubav je na selu        | 18.           | RTL        | [ 11 ] |
| Još nije najavljeno | MasterChef               | 8.            | Nova TV    | [ 12 ] |
| Još nije najavljeno | Supertalent              | 12.           | Nova TV    | [ 13 ] |
| Još nije najavljeno | Život na vagi            | 9.            | RTL        | [ 14 ] |

#### Premijere novih emisija
| Nadnevak            | Emisija             | Kanal   | Izvori |
| ------------------- | ------------------- | ------- | ------ |
| 6. siječnja         | Pijaca, pazar, plac | HTV1    | [ 15 ] |
| 14. siječnja        | Sanjari Hrvatske    | HTV 1   | [ 16 ] |
| 28. siječnja        | Oči sokolove        | HTV 1   | [ 17 ] |
| 24. ožujka          | Cocktail Master     | Voyo    | [ 18 ] |
| 30. ožujka          | MagNet              | RTL     | [ 19 ] |
| Još nije najavljeno | Blaž među ženama    | HTV 1   | [ 20 ] |
| Još nije najavljeno | Cash or Trash       | Nova TV |        |

## Vanjske poveznice
|  | Zajednički poslužitelj ima još gradiva o temi Televizija u 2025. |